# 白井久美子
白井 久美子（しらい くみこ、1971年9月21日 - ）は広島県出身のローカルタレント、ナレーター。タレントプロフィール上では「白井くみこ」の名義で活動している。

## 活動歴
- 集英社エクラeclat Jマダム
- 主に広島県内でナレーターの活動をしている（東京・大阪・名古屋・北海道・福岡など全国でも活動）インテル、ソニー、積水化学など大手企業を手がける
- テレビコマーシャルやインターネットコンテンツ（BIGLOBE）のナレーションもこなす
- 東京モーターショー、オートサロン出演
- 2004・2005のKAWASAKI（2輪）KAZEギャル
- 2007･2008　ポルシェジャパン ポルシェカレラカップ専属MC(SUGO 富士スピードウェイ　ツインリンクもてぎ　岡山国際サーキット　鈴鹿サーキット）
- フェラーリ、ランボルギーニのイベント司会
- ファッション雑誌「CanCam」のモデルになったことがある

## 人物・概要
- 「Local★STAR ひらめっ娘学園」（以下「LS」、2006年4月～2007年3月まで放送）ではクミコ◆様（◆=ドクロマーク、以下省略）の名で番組に出演していた。
- チョンヘインのファン
- NTV系「恋のから騒ぎ」に第3期として出演していた。同期には西川史子がいた。
- 地元の美容院やエステによく通っている
- 抜け・漏れをひどく嫌う性分でかなりの荷物（大半が化粧ものでコスメが大好き）を持ち歩かないと不安な性格である
- ソーイング・ネイルなど女性らしい趣味も持っている
- 2007年4月事務所を移籍した（マネージャーの別会社移籍に伴い）
- 「夜型人間」（2007年5月18日放送分）でMCの石橋竜史から「くみこさんって子供がいるんですか?」の質問に「はい」と答え、番組出演者周囲を驚かせた。本人曰く、「ママが一番キレイって言っています」と「LS」時代では全く明かさなかった一面を見せた。

## 「LS」時代の活動
- 「LS」では当初（2006年4月14日～4月28日）は「ドロン◆ジョ様」の名で出演していた（その風貌は「ヤッターマン」のドロンジョに類似していた）が、2006年5月5日放送分からクミコ様に変更された。
- 岡山県に在住していたことがあり、当時はナレーターの仕事と「LS」の収録（後者は毎週木曜日に来広）と激務な時期を送っていたことがあった（2007年2月以降は岡山の番組出演は終了）。基本的には広島在住であるが、東京で仕事がある時はそこも拠点として関東で仕事をすることも多い。
- 「LS」衣装のほとんどは番組側が用意したものが多い中、靴と網タイツなどの小物だけは自腹で購入して番組内で着用している。特に網タイツ、ガーターベルト、靴は放送の度に変わっており、「LS」の収録時テーマに相応しい物を選んだり、TV映りなども考慮して時間をかけて選んでいる。
- メイクにもこだわりがあり、顔の向かって右下の口元にあるほくろは実はクミコ様本人が描いたものだということが2006年5月12日放送分で判明
- DVD「ソダテルアイドル」が2007年2月1日発売、田中恵美with T.Kとして「ミセス★シャウト」と「空に練乳バックドロップ2007」を歌唱した

## 主な出演番組

### テレビ
- 恋のから騒ぎ（日本テレビ）（第3期生 1996年度）
- 宮島競艇中継（広島テレビ）
- Local★STAR ひらめっ娘学園（2006年4月14日～2007年3月16日、TSSテレビ新広島 ）
- 夜型人間（2007年4月13日～2010年、TSSテレビ新広島 ）